# Gmina Sarnaki
Gmina Sarnaki es una gmina rural en el Distrito de Łosice, Voivodato de Mazovia, en el centro-oriente de Polonia. Su sede es el pueblo de Sarnaki, que se encuentra aproximadamente a 16 kilómetros (10 millas) al noreste de Łosice y 129 km (80 millas) al este de Varsovia.
La gmina cubre un área de 197,3 kilómetros cuadrados (76,2 millas cuadradas), y a partir de 2006 su población total es de 5 250 (4 996 en 2014).
La gmina contiene parte del área protegida llamada Podlasie Bug Gorge Landscape Park.

## Aldeas
Gmina Sarnaki contiene las aldeas y los asentamientos de Binduga, Bonin, Bonin-Ogródki, Borsuki, Bużka, Chlebczyn, Chybów, Franopol, Grzybów, Hołowczyce-Kolonia, Horoszki Duże, Horoszki Małe, Klepaczew, Klimczyce, Klimczyce-Kolonia, Kózki, Mierzwice-Kolonia, Nowe Hołowczyce, Nowe Litewniki, Nowe Mierzwice, Płosków, Płosków-Kolonia, Raczki, Rozwadów, Rzewuszki, Serpelice, Stare Hołowczyce, Stare Litewniki, Stare Mierzwice, Terlików y Zabuże.

## Gminas vecinas
Gmina Sarnaki limita con las gminas de Konstantynów, Mielnik, Platerów, Siemiatycze y Stara Kornica.